# Naissance en 1382
Naissance
- 1378
- 1379
- 1380
- 1381
- 1382
- 1383
- 1384
- 1385
- 1386

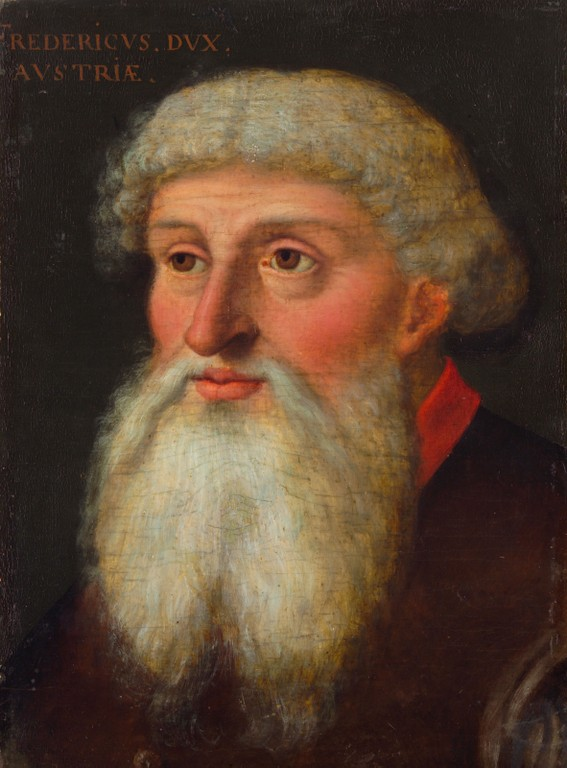
Frédéric IV d'Autriche, né en 1382.

Cette page dresse une liste de personnalités nées au cours de l'année 1382  :
- 25 ou 28 janvier : Richard de Beauchamp, 13e comte de Warwick et militaire anglais.
- 9 novembre : Jeanne d'Évreux, infante de Navarre, héritière de ce royaume et comtesse consort du comté de Foix.

- Niccolò d'Acciapaccio,  cardinal italien.
- Frédéric IV d'Autriche, duc d'Autriche antérieure et comte de Tyrol.
- Bertrand de Beauvau, diplomate et homme d'État français.
- Jean Ier, né Giovanni Grimaldi, seigneur de Monaco.
- Jean Ier de Foix, ou Jean IV (ou V ou VI) de Grailly, comte de Foix, coprince et viguier d'Andorre, vicomte de Béarn, de Marsan et de Castelbon et comte de Bigorre.
- Ulrich Ier de Mecklembourg-Stargard, duc de Mecklembourg, prince de Brandenbourg, de Stargard, de Strelitz et duc de Mecklembourg-Stargard.
- Éric de Poméranie, roi de Norvège (sous le nom d'Éric III), de Danemark (sous le nom d'Éric VII) et de Suède (appelé Éric XIII), duc de Stolp et de Stargard en Poméranie.
- Alexis IV de Trébizonde, empereur de Trébizonde.
- Ngorchen Kunga Zangpo, maître du bouddhisme tibétain, de l'école sakyapa.
- Jaume Mateu, peintre de Valence de style gothique international.
- Antonio Solario, peintre italien de l'école napolitaine.
- il Taccola, ou Mariano di Jacopo, administrateur italien, artiste et ingénieur siennois du début de la Renaissance.

## Crédit d'auteurs
- Cet article est partiellement ou en totalité issu de l'article intitulé « 1382 » (voir la liste des auteurs).